# Kristalviolet
Kristalviolet is een kleurstof die onder andere gebruikt wordt in de gramkleuring ter identificatie van bacteriën.
Chemisch gezien is kristalviolet lid van de groep methylviolet-verbindingen